# Динсак
Динсак (фр. Dinsac) насеље је и општина у централној Француској у региону Лимузен, у департману Горња Вијена која припада префектури Белак.
По подацима из 2011. године у општини је живело 258 становника, а густина насељености је износила 13,28 становника/km². Општина се простире на површини од 19,43 km². Налази се на средњој надморској висини од 125 метара (максималној 272 m, а минималној 179 m).

## Демографија
| 1962. | 1968. | 1975. | 1982. | 1990. | 1999. | 2011. |
| ----- | ----- | ----- | ----- | ----- | ----- | ----- |
| 266   | 286   | 272   | 266   | 285   | 282   | 258   |

График промене броја становника у току последњих година